# Świątynia Guandu

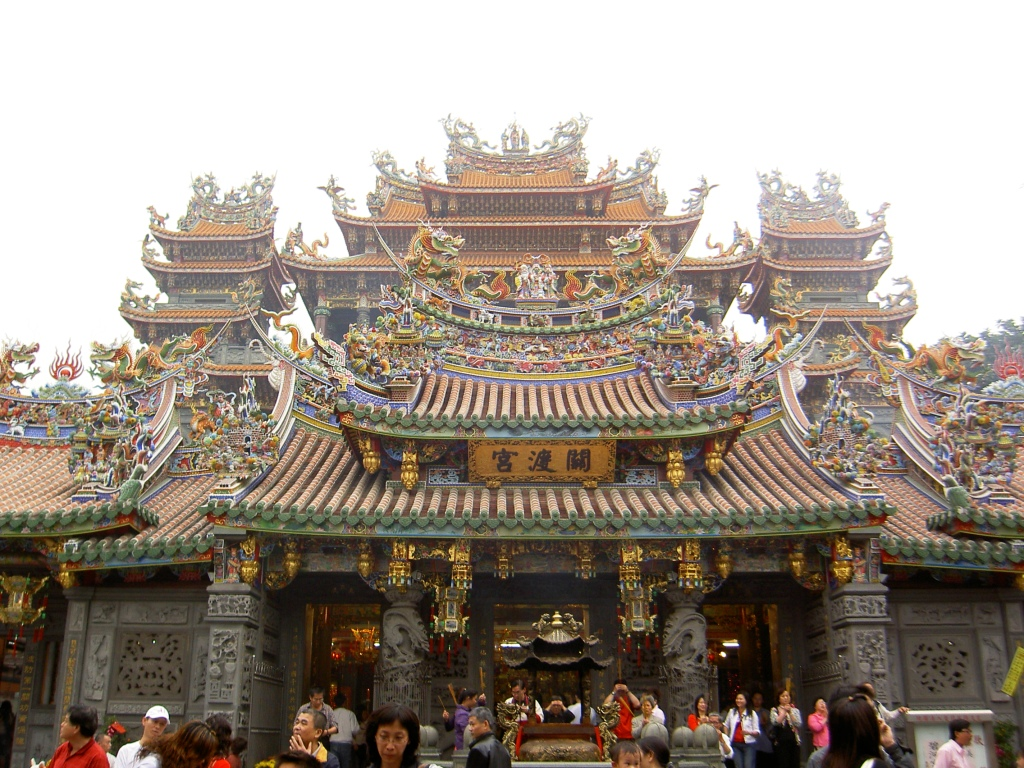
Świątynia Guandu

Świątynia Guandu (chiń. 關渡宮; pinyin Guāndù Gōng; pe̍h-ōe-jī Kan-tāu-kiong) – poświęcona bogini mórz Mazu świątynia, znajdująca się w dzielnicy Beitou, w Tajpej na Tajwanie.
Wzniesiona w 1661 roku, świątynia jest najstarszą poświęconą Mazu w północnej części Tajwanu. Ulokowana jest nad rzeką Danshui He, na zboczu wzgórza Ling Shan. Na wzgórzu znajduje się taras widokowy z panoramą na okolicę, do którego wiedzie ozdobiony wizerunkami bóstw tunel. Na placu przed świątynią znajduje się targ. Wewnątrz świątyni można podziwiać liczne bogate rzeźby i zdobienia. Uwagę zwracają wizerunki bóstw opiekuńczych na drzwiach wejściowych, które wbrew tradycji nie namalowano, a wyrzeźbiono.
Ze świątynią związana jest legenda o trzech rosnących w niej dawniej drzewach banianowych. Miały one uschnąć tego samego dnia 1895 roku, zapowiadając zbliżającą się japońską okupację Tajwanu.